# Andrés Fernández Acosta
Andrés Fernadez Acosta (Medellín, 26 de noviembre de 1973) es un político colombiano que se desempeñó como ministro de agricultura tras la renuncia de Andrés Felipe Arias. Ocupó el cargo de Ministro de Agricultura durante el último año de gobierno del presidente Álvaro Uribe Vélez.
Fernández Acosta es administrador de empresas agropecuarias y venía de desempeñarse como gerente general del Instituto Colombiano Agropecuario, ICA, donde desarrolló una labor de modernización de esta entidad encargada de la protección sanitaria.
Allí realizó una reestructuración que permitió fortalecer las actividades técnicas que desarrolla esta entidad en materia de sanidad agropecuaria, acceso a mercados y avances tecnológicos para la red diagnóstica del país.
Siendo asesor del Ministro saliente, Andrés Felipe Arias, lideró programas regionales y la estructuración de proyectos productivos. Se vio involucrado en el escándalo de corrupción de Agro Ingreso Seguro por lo que fue sancionado.